# Puerto Rico op de Olympische Winterspelen 1998
Tijdens de Olympische Winterspelen van 1998, die in Nagano (Japan) werden gehouden, nam Puerto Rico voor de vijfde keer deel.

## Deelnemers en resultaten
(m) = mannen, (v) = vrouwen 

### Alpineskiën
| Olympiër         | Discipline | Resultaat | Prestatie                        |
| ---------------- | ---------- | --------- | -------------------------------- |
| William Schenker | slalom (m) | 31e       | 2.28,88 (+39,57) 1.12,95+1.15,93 |

### Bobsleeën
| Olympiër                                                  | Discipline                  | Resultaat | Prestatie                                  |
| --------------------------------------------------------- | --------------------------- | --------- | ------------------------------------------ |
| John Amabile Joseph Keosseian                             | 2-mansbob (m) Puerto Rico I | dq-2      | diskwalificatie run 2 (57,35 / dq (57,69)) |
| Liston Bochette José Ferrer Jorge Bonnet Joseph Keosseian | 4-mansbob (m) Puerto Rico I | dq-3      | diskwalificatie run 3 (56,45 / 55,96 / dq) |

Amerikaanse Maagdeneilanden · Andorra · Argentinië · Armenië · Australië · Azerbeidzjan · België · Bermuda · Bosnië en Herzegovina · Brazilië · Bulgarije · Canada · Chili · China · Chinees Taipei · Cyprus · Denemarken · Duitsland · Estland · Finland · Frankrijk · Georgië · Griekenland · Groot-Brittannië · Hongarije · Ierland · IJsland · India · Iran · Israël · Italië · Jamaica · Japan · Joegoslavië · Kazachstan · Kenia · Kirgizië · Kroatië · Letland · Liechtenstein · Litouwen · Luxemburg · Macedonië · Moldavië · Monaco · Mongolië · Nederland · Nieuw-Zeeland · Noord-Korea · Noorwegen · Oekraïne · Oezbekistan · Oostenrijk · Polen · Portugal · Puerto Rico · Roemenië · Rusland · Slovenië · Slowakije · Spanje · Trinidad en Tobago · Tsjechië · Turkije · Uruguay · Venezuela · Verenigde Staten · Wit-Rusland · Zuid-Afrika · Zuid-Korea · Zweden · Zwitserland